# Anopheles notleyi
Anopheles notleyi är en tvåvingeart som beskrevs av Van Someran 1949. Anopheles notleyi ingår i släktet Anopheles och familjen stickmyggor.
Artens utbredningsområde är Madagaskar. Inga underarter finns listade i Catalogue of Life.